# TAKERU (歌手)
たける（1985年7月8日 - ）は、日本の歌手、声優、ローカルタレント。本名は向坪健（むかいつぼ たける）。鹿児島県出身。TAKERUとしてデビューし、2014年4月から、福岡県にて不動たける→たけるとして活動中。182cm、65kg。

## 来歴
- 第18回ジュノン・スーパーボーイ・コンテストロックボーイ部門審査員特別賞を受賞。
- ゲームソフト「リズム天国ゴールド」のエンディング曲を歌唱。
- ゲームソフト「Lucian Bee's」シリーズのルーク・ロックウェル役の声優として参加。
- ウルトラシリーズ関連の曲を歌っている3人組音楽ユニットのvoyager（ボイジャー）として活動。
- 2014年4月より福岡県のローカル番組にて活動中。
- エントリーサービスプロモーション㈱所属
- 福岡県に拠点を移す前はアップフロントプロモーションに所属していた。ちなみに同プロダクションは、現在熊本県でローカルタレントとして活躍し、「チラチラパンチ」で共演をしている西村赤音も所属していた。(ちなみに西村は「うたばん」の企画「地方再生アイドル」のメンバーであった。)
- 以前はVTRのみの出演だったが、2015年4月より石井栞にかわり九州朝日放送『週末まるごと!よくばりミルキィ』のMCとしてスタジオ入りを果たす。
- 2020年4月より、RKB今日感モーニング、この10月より後続番組ソコトラにてレギュラー出演。福岡にて最初に出演した局で6年越しの手腕を発揮したのち、後番組のまちプリでは、火曜日以外の4曜日に出演していた。

## 人物
- 好きなものは酒（特にビール）、唐揚げとギョウザ、 カレー（「一人カレー部」と称してカレー店巡りをしては、instagramやFacebookにアップしている。好きが高じて『スパイス香辛料アドバイザー』の資格を取得している）、丸い動物（本人曰く「外見がマヌケであればある程萌える」）。
- カレー好きが高じて、2020年2月5日から2021年3月まで毎週水曜・日曜のランチタイム限定で、福岡市東区千早駅前の店舗を間借りしてカレー屋（カレバカカレー）を開いていた。4月から中央区清川の店舗を間借りして毎週日曜夕方に、2022年4月から土曜日のランチ営業で中央区薬院にて週2回営業している。
- 料理をする事が好きで、よく自炊をしている。自身の出演番組内では野菜の時価や選別方法に詳しかったり、共演の女性リポーターに対し特集した食材のアレンジレシピなどをレクチャーする姿からその女子力の高さに定評がある。ギョウザを早く美しく包むことにかけては誰にも負けないと自負する程の腕前。
- 女系一族で育った為か時々仕草やリアクションが女っぽい。そのため普段の優しい話し口調と合わせてオネェ疑惑アリとからかわれる事も少なくないが、本人曰く太った女の子が好み、いわゆる『デブ専』である。そのせいか、ワタナベエンターテインメント九州事業本部のとんこっちゃん・ふじ子との熱愛疑惑がある。
- 愛しとーとの社長・岩本初恵と交友関係があり、一部からは「初恵の愛人」「コラーゲン王子」と呼ばれている。
- 書道の講師免許を保持。中学3年生の時、地元のいちき串木野市に新しく上名トンネルが設置されるにあたり、名称プレートの文字を担当。基礎にオリジナリティをミックスしたデザイン書道を得意とし、番組内やイベント等でその腕前を披露している。

## 出演

### 現在の出演番組

#### テレビ
- みみよりサタディ(TVQ九州放送)-毎週土曜日11:30-12:00リポーターとして出演。

- Good Times(J:COM福岡)-毎週金曜 17:00-17:15 日曜 12:30-12:45 2022夏にららぽーと福岡にオープンしたキッザニア福岡の楽しみ方を大人記者として子役と共に紹介。

#### ラジオ
- カレー探偵たける(RKBラジオ)-毎週月曜日20:15-20:30 2023年3月27日〜

### 過去の出演番組

#### テレビ
- 夜遊びメールバトル木曜（あっ!とおどろく放送局、2006年10月5日-2007年9月27日）
- 今日感テレビ（RKB毎日放送）
- 芸能潮流　エンタメ侍（TVQ九州放送）
- 九州だんじ（BSフジ）
- キレ☆カワ女子部（TVQ九州放送）
- 週末まるごと!よくばりミルキィ（九州朝日放送）
- ウルトラマンギンガS 第12話・最終話（テレビ東京） - タケル 役
- ウルトラマンX（テレビ東京） - 山岸タケル 役
- 有田焼創業400年記念　鑑定士が行く!有田ぶらり旅（TVQ九州放送）陶磁研究家・森由美と共演
- ももち浜ストア(テレビ西日本)
- はっちゃんの相談室(TVQ九州放送)
- チラチラパンチ（TVQ九州放送）- 毎週土曜深夜24:55 - 25:25、東京で所属事務所が同じだった西村赤音と共演
- ソコトラ(RKB毎日放送)-毎週月・水・金9:55-10:25、リポーターとして出演。水曜日には『しりとりカレー』という、店名をしりとりで辿っていく福岡で唯一無二のカレージャニーであるレギュラーコーナーを担当している。
- まちプリ(RKB毎日放送)-毎週月・水・木・金10:25-11:30木曜日はスタジオ出演、その他は中継リポーターとして出演。

木曜日は、『カレー探偵たける』として、視聴者からの情報で気になるカレー屋さんを調査。そのお店の独特のスパイスや特徴を推理して当てる。
- ミニマニアワー(テレビ西日本)-毎週金曜深夜22:52-23:00 ナレーターとして出演
- タダイマ!(RKB毎日放送)-2022年4月〜。2023年4月から毎週木曜日にコーナー担当としてスタジオ出演。金曜日は中継リポーターとして出演。

#### ラジオ
- 秘密のTAKERooM（LOVE FM、2013年4月 - 2014年3月）
- FM FUKUOKA開局45周年記念SPECIAL くまP〜プロデュース HYPER RADIO MONSTER JAW!? （FM福岡、2016年2月9日及び3月21日放送分）
- カレバカラジオ(コミュニティラジオ天神)-グルメブロガー上野万太郎、デビ高橋と共にカレーを中心に福岡グルメ界を深掘りする番組。木曜日22:00-22:55。

- fun time radio(FM FUKUOKA)-九州7局ネット(毎週木曜日：FM大分 15:30-16:00、毎週金曜日：FM鹿児島 11:30-12:00 FM福岡・FM長崎 12:00-12:30 FM佐賀 12:30-13:00 FM熊本 15:00-15:30、毎週土曜日：FM宮崎 毎週土曜日 11:00-11:30) 2023年4月〜 タレントの小雪と共に、日々の「楽しそうなこと」「おススメしたいこと」「気になること」など、週末を“楽しく”過ごせるような話題をについてトーク。スポンサーディアウーマン。

#### CM
- タワー不動産株式会社（福岡県）
- KBC九州朝日放送2014年末番宣CM『おかえりの後はKBC』（2014年12月26日 - 31日）
- KBC九州朝日放送2015GW番宣CM『GWはKBC』（2015年4月26日 - 5月6日）
- NISHITETSU×リアル脱出ゲーム『福岡謎解きトレイン』

#### 映画
- 劇場版 ウルトラマンX きたぞ!われらのウルトラマン（2016年3月12日、松竹メディア事業部） - 山岸タケル 役